# Brachymétatarsie

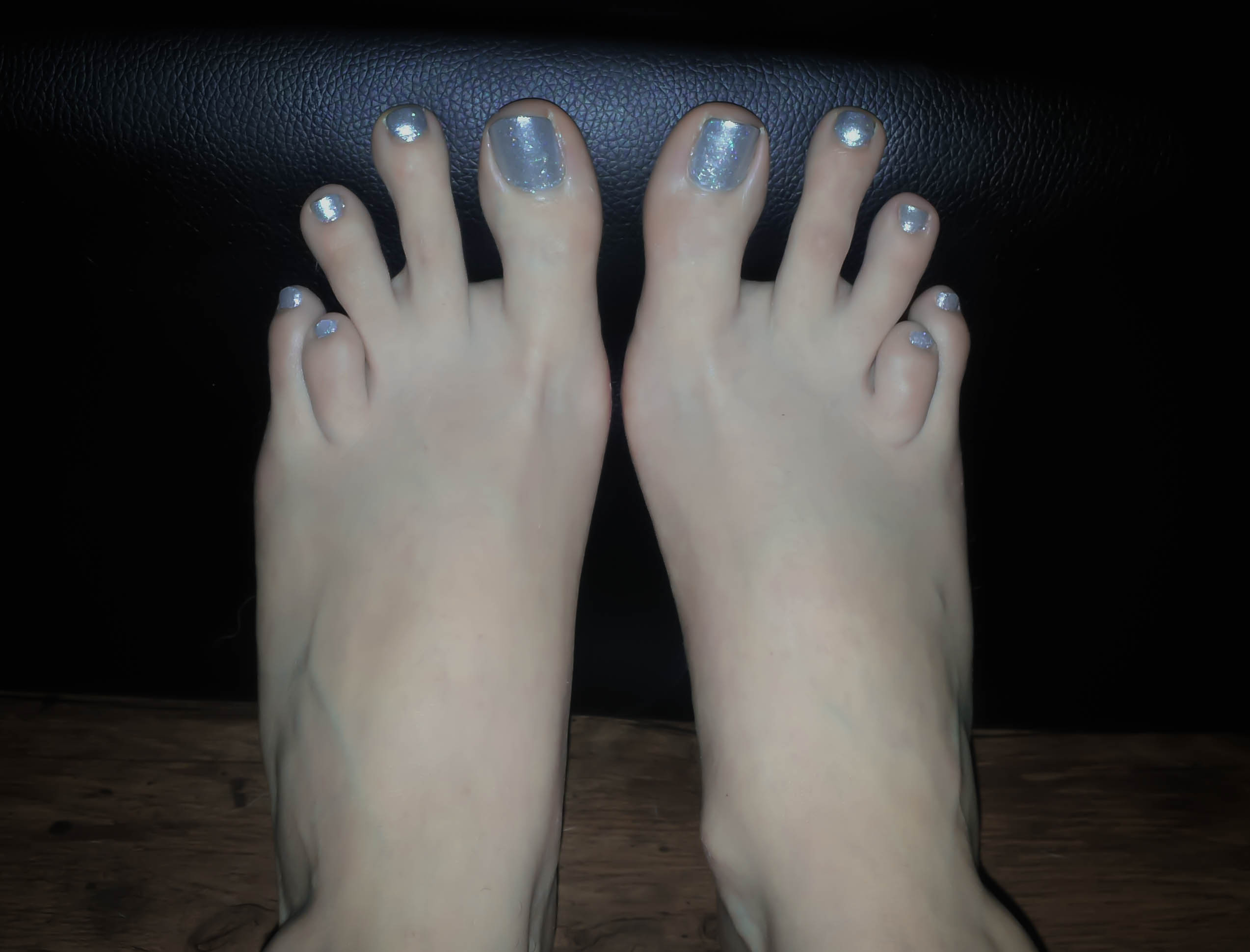
Brachymétatarsie du IVe arc.

La brachymétatarsie est une malformation congénitale du pied humain. Elle se caractérise par un métatarsien (souvent le 4e) relativement court. L'orteil a donc tendance à « grimper » au-dessus des autres.
La brachymétatarsie est essentiellement due à la fermeture prématurée du cartilage de croissance.

## Traitement chirurgical
La chirurgie orthopédique propose de remédier à la brachymétatarsie congénitale par :
- l'utilisation de minifixateur d'Ilizarov[1] ;
- ou par apposition, en un temps chirurgical, d'une allogreffe osseuse[2].